# Кизомба (месторождение)
Кизомба (англ. Kizomba Complex) — группа нефтяных месторождений в Анголе. В акватории Атлантического океана на 400 км северо-западе от города Луанды. Открыто в 1999 году. Глубина океана в районе месторождения достигает 1480 м.
В комплекс Кизомбу входят несколько месторождении: Кизомба-А, Кизомба-Б, Кизомба-С и Шикомба . Нефтеносность связана с олигоценовыми и миоценовыми отложениями. Начальные запасы нефти составляет 400 млн тонн.
Оператором месторождение является американская нефтяная компания ExxonMobil (40 %) и его партнерами являются: Agip (20 %), BP (26,67 %) и StatoilHydro (13,33 %). Добыча нефти 2008 году составила 31 млн тонн, из них Кизомба-А — 6 млн, Кизомба-Б — 7,5 млн, Кизомба-С — 10 млн и Шикомба — 7,5 млн.